# 淑慎帝姫
淑慎帝姫（しゅくしんていき）は、北宋の哲宗の三女。

## 経歴
紹聖3年（1096年）6月に生まれた。哲宗からは愛された。紹聖4年（1097年）6月の満1歳の誕生日に、懿康公主の位を授けられた。
元符3年（1100年）3月、叔父の徽宗により嘉国公主に進封された。大観2年（1108年）2月、慶国公主に進んだ。政和2年（1112年）3月、韓国公主に進封され、潘正夫に降嫁した。政和3年（1113年）閏4月、淑慎帝姫に改封された。靖康の変の際、徽宗・欽宗の子女でなかったため、金軍に連行されるのを免れた。その後、江南へ逃れ、呉国長公主に改封された。紹興32年（1162年）8月、高宗が退位すると、孝宗により秦国大長公主に進封された。
隆興2年8月甲子（1164年8月30日）、享年69歳で薨去し、「康懿」と諡された。

## 子女
- 潘堯卿
- 潘温卿
- 潘長卿
- 潘粋卿
- 潘端卿
- 潘清卿
- 潘墨卿
- 潘才卿
- 潘氏（郡主）
- 潘氏（郡主）

## 伝記資料
- 『宋史』
- 『皇第三女封懿康公主制紹聖四年六月丁未周晬』
- 『懿康公主進封嘉国公主制二十九日丙申』
- 『慶国公主特進封韓国公主制』
- 『韓国公主特改封淑慎帝姫制』